# Best Player
Best Player (Brasil: Best Player: Guerreiros Virtuais / Portugal: Melhor Jogador) é um filme para televisão original da Nickelodeon que foi lançado em 12 de março de 2011, é protagonizado pelos astros da famosa série iCarly, Jerry Trainor como Quincy e Jennette McCurdy como Chris "Prodigy" Saunders. Os dois são viciados em video games online, e juntos descobrem que o mundo real pode ser tão emocionante quanto o virtual. As filmagens começaram em 24 de Outubro de 2009 em Vancouver, no Canadá e terminou em 18 de Novembro de 2009. Começou a ser promovido em 12 de fevereiro de 2011. O filme estreou durante o Nickelodeon All Access Cruise com Jennette McCurdy em 4 de março de 2011. As canções "Big Night" e "City Is Ours", do grupo Big Time Rush, estão presentes no filme.

## Audiência
O filme foi visto por 5,3 milhões de espectadores durante sua estréia, tornando-se o programa de TV a cabo mais visto da semana e também foi o filme mais bem cotado para crianças e pré-adolescentes.[carece de fontes?]